# Ezra Collective
Ezra Collective è un gruppo musicale britannico formatosi nel 2016. È attualmente costituito dai musicisti Femi Koleoso, TJ Koleoso, Ife Ogunjobi, James Mollison e Joe Armon-Jones.

## Storia del gruppo
Il gruppo è salito alla ribalta con l'album in studio d'esordio You Can't Steal My Joy (2019), entrato al 70º posto della Official Albums Chart e numero uno nella Official Jazz & Blues Albums Chart. In precedenza, sono stati riconosciuti con l'Urban Music Award al miglior artista jazz.
Tre anni dopo, nel mese di novembre, viene messo in commercio Where I'm Meant to Be, l'LP con cui hanno ottenuto un premio Mercury e risultati migliori; infatti, è stato accolto sia dalla critica che commercialmente, segnando la loro seconda numero uno nella Official Jazz & Blues Albums Chart e il miglior posizionamento nella classifica LP generale (24º posto). Sempre nello stesso mese hanno ricevuto il MOBO Award al miglior artista jazz.
Nel febbraio 2024 hanno vinto un secondo premio MOBO e durante l'estate hanno intrapreso una tournée musicale, con date fino al mese di novembre. Allo stesso tempo, è stato presentato il terzo disco di inediti Dance, No One's Watching; si tratta del loro progetto più longevo al numero uno della graduatoria jazz e blues britannica (17 settimane) e del primo a entrare la top ten nazionale generale. Lo stesso ha inoltre generato quattro candidature per la formazione ai BRIT Awards 2025; alla cerimonia, sono stati dichiarati vincitori nella categoria di gruppo britannico dell'anno.

## Formazione
Attuale
- Femi Koleoso
- TJ Koleoso
- Ife Ogunjobi
- James Mollison
- Joe Armon-Jones

Ex componenti
- Dylan Jones

## Discografia

### Album in studio
- 2019 – You Can't Steal My Joy
- 2022 – Where I'm Meant to Be
- 2024 – Dance, No One's Watching

### EP
- 2016 – Chapter 7
- 2018 – Juan Pablo: The Philosopher

### Raccolte
- 2023 – EZ to the World: The Best of Ezra Collective

### Singoli
- 2017 – Space Is the Place
- 2018 – Samuel L Riddim
- 2018 – Reason in Disguise (feat. Jorja Smith)
- 2019 – Quest for Coin (solo o con Jme e Swindle)
- 2019 – What Am I to Do? (feat. Loyle Carner)
- 2019 – Chris and Jane
- 2020 – Footprints
- 2020 – Dark Side Riddim
- 2021 – More than a Hustler (con Novelist)
- 2022 – May the Funk Be with You
- 2022 – Victory Dance
- 2022 – Life Goes On (con Sampa the Great)
- 2022 – Ego Killah
- 2022 – No Confusion (con Kojey Radical)
- 2022 – Siesta (feat. Emeli Sandé)
- 2023 – Lady (con Fela Kuti)
- 2024 – Joy (Life Goes On) (con i Joy Anonymous e Sampa the Great)
- 2024 – Ajala
- 2024 – God Gave Me Feet for Dancing (feat. Yazmin Lacey)
- 2024 – Streets Is Calling (feat. M.anifest & Moonchild Sanelly)
- 2024 – No One's Watching Me (feat. Olivia Dean)
- 2025 – Body Language (feat. Sasha Keable)

## Tournée
- 2019 – You Can't Steal My Joy: Europe & UK Tour
- 2023 – Where I'm Meant to Be Tour
- 2024 – Tour 2024